# Iziane
Iziane Castro Marques (São Luís, 13 de março de 1982) é uma jogadora de basquetebol brasileira.

## Vida e início da carreira
Iziane Castro Marques iniciou suas atividades esportivas no ensino fundamental, aos 12 anos de idade, praticando aulas de natação. Durante um campeonato local em 1997, duas técnicas do Osasco Voleibol Clube a conheceram e a convidaram para participar da divisão de base do time.. É prima de Pablo, zagueiro do Corinthians.

### WNBA
Em 1997 atuava pelo Osasco Voleibol Clube nas categorias de base e em 2002 jogou pelo Miami Sol da Flórida transformando-se na jogadora mais nova da Women's National Basketball Association, aos 21 anos de idade. Em 2003 foi para o Phoenix Mercury e em 2005, jogou pelo Seattle Storm.

### Sampaio
No final de 2011 retornou a São Luís para defender o Maranhão Basquete no Liga de Basquete Feminino (LBF). Em 2015 foi apresentada pelo Sampaio Basquete como parte da equipe montada para disputar pela primeira vez a LBF, sendo campeã em 2016.

## Seleção
Com a Seleção Brasileira, foi campeã da Copa América em 2001 e terminou em quarto em duas competições internacionais consecutivas, nos Olimpíadas de 2004
Em 13 de junho de 2008, durante a partida do torneio de qualificação para os Jogos Olímpicos de 2008 (2 meses antes do torneio olímpico) com a seleção nacional da Bielorrússia, Iziane se recusou a entrar em quadra antes do início do quarto quarto, culpando os membros da equipe pelos fracassos da equipe nacional, e então anunciou que ela voltaria ao jogo apenas quando considerasse necessário. O técnico Paulo Bassul expulsou Iziane da seleção.
Em 20 de julho de 2012 (8 dias antes do início do torneio olímpico), a Confederação Brasileira de Basquete anunciou o corte de Iziana por indisciplina. A peculiaridade da situação se deu pelo fato de que a seleção brasileira não poderia mais inscrever uma nova atleta e disputou as Olimpíadas com 11 jogadoras de basquete em vez das 12 por direito.
Em uma entrevista concedida à Confederação Brasileira de Basketball em 2001, citou a jogadora Hortência Marcari como sua inspiração pessoal.
Pela seleção anotou 870 pontos em 71 jogos, média de 12,3 pontos por jogo.
e no Campeonato Mundial de 2006, sediado no Brasil. 
| Equipe                        | Temporada                                         | Posição | Campeonato | Campeonato | Campeonato | Campeonato   |
| Equipe                        | Temporada                                         | Posição | Jogos      | Pontos     | Reb        | Assistencias |
| ----------------------------- | ------------------------------------------------- | ------- | ---------- | ---------- | ---------- | ------------ |
| Mundial de Basquetebol Sub-19 | 2001                                              | 7       | 7          | 13.0       | 3.0        | 1.4          |
| Copa América                  | Campeonato Americano de Basquete Feminino de 2001 | 1       | 3          | 3.0        | -          | -            |
| Copa América                  | 2003                                              | 1       | 4          | 17,2       | 2          | 2.8          |
| Copa América                  | 2007                                              | 3       | 5          | 18.0*      | 2.8        | 2.2          |
| Copa do Mundo de Basquetebol  | 2002                                              | 7       | 9          | 4.9        | 2.1        | 0.4          |
| Copa do Mundo de Basquetebol  | 2006                                              | 4       | 9          | 16,9*      | 3.0        | 1,2          |
| Copa do Mundo de Basquetebol  | 2010                                              | 9       | 8          | 13,4       | 1.9        | 1,1          |
| Olimpíadas                    | 2004                                              | 4       | 8          | 15.0       | 2.6        | 2.5          |
| FIBA Diamond Ball             | 2004                                              | 3       | 3          | 10.7       | 2.7        | 0.7          |
| Jogos Pan-Americanos          | 2011                                              | 3       | 4          | 15,5       | -          | -            |

## Clubes internacionais e nacionais de basquete
| País            | Time                       | Campeonato               | Ano       |
| --------------- | -------------------------- | ------------------------ | --------- |
| Brasil          | Beto Sport´s               | Juvenil                  | 1999      |
| Brasil          | BCN Osasco                 | Paulista                 | 2001      |
| Espanha         | Yaya Maria Breogán         | Liga Espanhola           | 2001/2002 |
| Estados Unidos  | Miami Sol                  | WNBA                     | 2002      |
| França          | Aix Basket                 | EuroCopa                 | 2003      |
| Estados Unidos  | Phoenix Mercury            | WNBA                     | 2003      |
| Espanha         | Perfumerias Avenidas       | Liga Espanhola           | 2003/2004 |
| Rússia          | B.C. Euras Ekaterinburg    | Liga Russa               | 2004/2005 |
| Estados Unidos  | Seattle Storm              | WNBA                     | 2005      |
| República Checa | USK Praha                  | Euroliga                 | 2006      |
| Estados Unidos  | Seattle Storm              | WNBA                     | 2006      |
| Letónia         | TTT Riga                   | Euroliga                 | 2007      |
| Espanha         | Hondarribia-Irun           | Euroliga/ Liga Espanhola | 2007      |
| Estados Unidos  | Seattle Storm              | WNBA                     | 2007      |
| Brasil          | Ourinhos                   | LBF                      | 2007      |
| Rússia          | Spartak Moscow             | Euroliga                 | 2008      |
| Estados Unidos  | Atlanta Dream              | WNBA                     | 2008      |
| França          | Villeneuve Lille Metropole | Euroliga                 | 2008      |
| Espanha         | Extrugasa Vilagarcia       | Liga Espanhola           | 2008/2009 |
| Estados Unidos  | Atlanta Dream              | WNBA                     | 2009      |
| Polónia         | Wisla Can-Pack             | Euroliga                 | 2009/2010 |
| Estados Unidos  | Atlanta Dream              | WNBA                     | 2010      |
| Turquia         | Besiktas JK                | EuroCopa                 | 2011      |
| Estados Unidos  | Atlanta Dream              | WNBA                     | 2011      |
| Brasil          | Maranhão Basquete          | LBF                      | 2011      |
| Estados Unidos  | Washigton Mystics          | WNBA                     | 2012      |
| Brasil          | Maranhão Basquete          | LBF                      | 2012      |
| Estados Unidos  | Connecticut Sun            | WNBA                     | 2013      |
| Brasil          | Maranhão Basquete          | LBF                      | 2013      |
| Brasil          | Sampaio Basquete           | LBF                      | 2015/2016 |